# Gadányi Jenő
Gadányi Jenő (született Hafner) (Budapest, 1896. március 27. – Budapest, 1960. február 29.) magyar festő. Rainer Péter építész nagyapja.

## Életpályája
Gadányi (Hafner) József székesfővárosi számtanácsos és Vaszary Katalin gyermekeként született. 1902-től a Budapest székesfővárosi Krisztina téri elemi népiskolába járt, ahol 1906-ban végzett, majd a Fehérsas téri polgári fiúiskolát végezte el 1910-ben. 1910 és 1919 között az Országos Magyar Királyi Iparművészeti Iskola festő szakán tanult, ahol I. évesen III. díjat nyert állattanulmányra. Diákéveit az első világháború megszakította, katonaként megsebesült, csak gyógyulása után érettségizett, majd beiratkozott a Képzőművészeti Főiskolára.
1923-ban szerzett művészi és tanári diplomát. Mestere anyai nagybátyja, Vaszary János volt, aki rajta kívül a két világháború közti magyar piktúra számos jelentős egyéniségét indította útra. 1927-ben eljutott Párizsba, ahol a kor legnagyobb francia mestereinek munkáit eredetiben is tanulmányozhatta (nagy hatással volt rá Henri Matisse, Pablo Picasso, Georges Braque és Fernand Léger munkássága). Még ugyanebben az évben első önálló kiállítását rendezte Frankfurt am Mainban, majd megnősült.
Az 1920-as években lezárult művészetének első szakasza, az útkeresés, a tájékozódás, a lassú önmagára-találás korszaka. Kezdetben Kernstok és köre, a Nyolcak, majd Kassák folyóirata, a MA köré csoportosuló konstruktív festők törekvései, valamint Vaszary és a párizsi festők színgazdagsága hatott egyéni stílusának alakulására. Művészi elképzeléseit elméleti problémákat fejtegető írásaiban fogalmazta meg.
Főiskolás kora óta, 1920-tól kezdve szerepelt kiállításokon. Képeit Rippl-Rónai József javaslatára 1925-ben díjazta a Szinyei Társaság, ez volt Gadányi életében művészetének egyetlen és utolsó hivatalos elismerése. 1927-ben Budapesten házasságot kötött Mallász Gusztáv és Drill Erzsébet lányával, Margittal. Első önálló hazai kiállítását 1930-ban rendezte (a Tamás Galériában). Tagja a Képzőművészek Új Társaságának (KUT), alapító tagja az Új Művészek Egyesületének (UME), 1945-től az Európai Iskola alapító tagja és meghatározó egyénisége. Reprezentatív magyar kiállításokon képei gyakran szerepelnek külföldön.
Képei a természeti látványból indulnak ki és látszólag hagyományos témákat ábrázolnak. Elsősorban tájképek, csendéletek, ritkábban figurális kompozíciók. Víz alatti tájakra, titokzatos, soha nem látott őserdőkre emlékeztető, fantasztikus álomvilágot megjelenítő, szokatlan, néha fénylő tövisekkel teletűzdelt buja tájaiban, rendkívül kifejező, érzelmi telítettségű színeiben egy befelé forduló művész érzékeny reagáló lénye, belső önarcképe ismerhető meg. Képeinek legtalálóbb jellemzését mesterének, Vaszarynak a modern festményekről mondott szavai már előre megfogalmazták: „Szimbólumok ezek, s a szimbólumok mögött érzés, gondolat, élmény, vagy éppen egy egészen különös felfogású ember búvik meg. És mindezek felett, ez az ember fontos a képben. Maga a művész és az ő festői elképzelése – nem a valóság analógiája.”
1946–49 között az Iparművészeti Főiskola tanára volt. Jogtalan eltávolítása, nyugdíjazása és az Ernst Múzeumban rendezett gyűjteményes kiállítása után (1948) visszavonultan dolgozott. 1946–53 között Békásmegyeren élt, ott alkotta – élete egyik legtermékenyebb korszakában – a falusi környezet ihlette monumentális alakjait és kifogyhatatlan fantáziájának expresszív erejű tájképlátomásait. 1953-tól budai műtermében folytatta munkáját (Életének utolsó másfél évtizedében a XII. kerületben, a Németvölgyben lakott.).

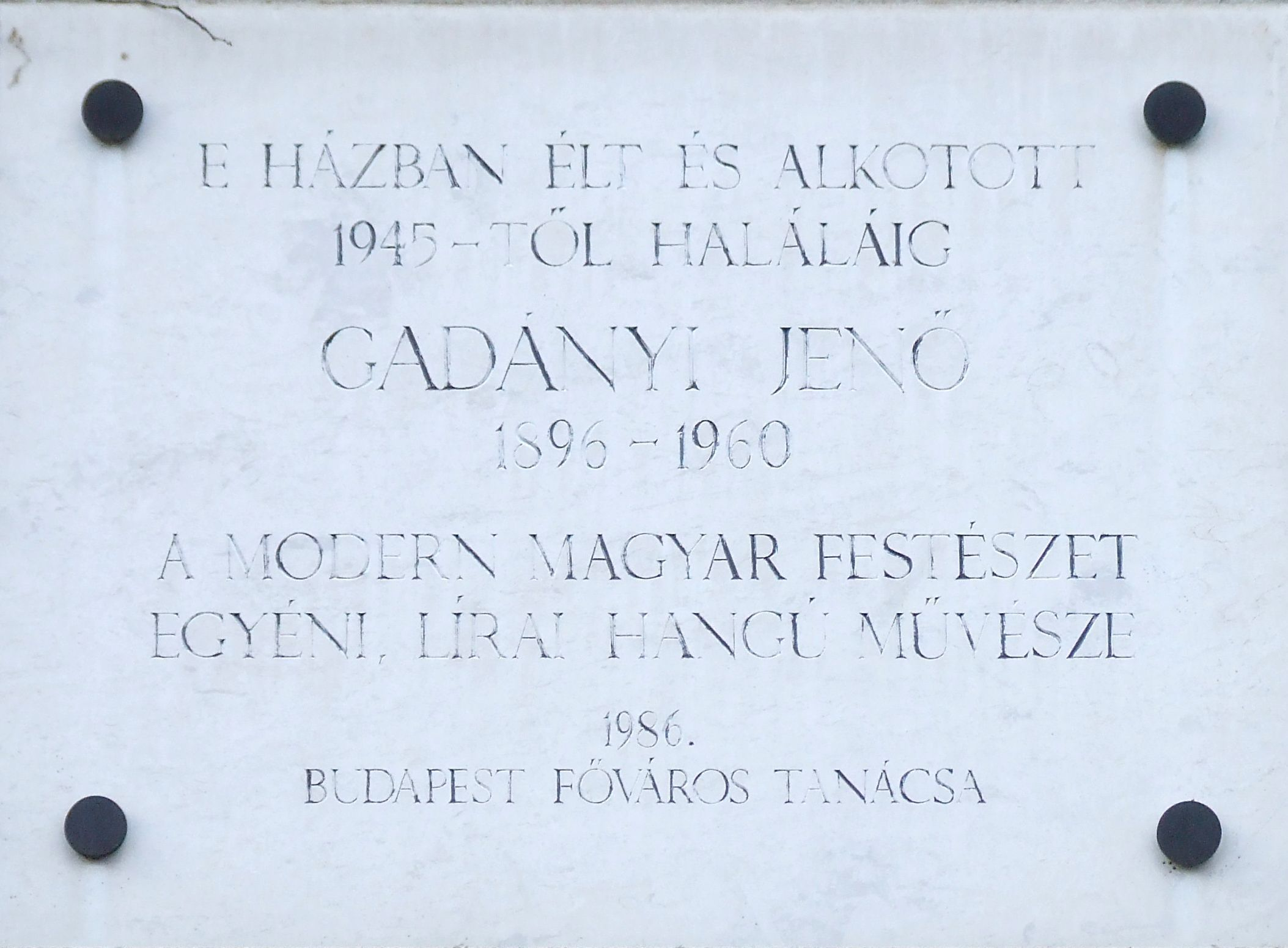
Emléktáblája Budapesten, a Kiss János altábornagy utca 55. szám alatt

Bensőségesebb kapcsolat csupán néhány festő-barátjához, Bene Gézához, Márffy Ödönhöz, Vaszkó Erzsébethez fűzte.
Gadányi az a fajta szívós és makacs, intellektuális művésztípus, aki – mint a Tragédia Plátója – a borsón is szépet álmodik. Mint Egry vagy Nagy István, az új magyar piktúra nagy magányosai közé tartozik. Életműve egymagában is kifejező jelképe a közösséget kereső, a társadalom rezdüléseire érzékeny művész vigasztalan magáramaradottságának.
„Művészete csupa bensőséges izgalom, ellentétes erők aktív küzdelme, tüzes lobogás” – írja róla 1947-ben legszenvedélyesebb méltatója és későbbi barátja, Kassák Lajos. Gadányi maga törte és magányosan járta sajátos útjait, maga alakította ki festői elképzeléseit és önemésztő, de fáradhatatlan munkásságával, életművével meg is valósította azokat. Halálával (1960. február 29.) lezáruló, de egyre ismertebbé váló művészete példamutatás a fiatal festőnemzedéknek. Kortársait megkérdezve, keresve sem találhatnánk tisztább művészt Gadányinál, akinek töretlen pályája, hivatástudata egyszerre lehetett volna ennyire egyenesívű és etikailag feddhetetlen. Ma is érvényesek Pogány Ö. Gábor róla írt szavai: „Szinte észrevétlenül, csendben és cimboraságok nélkül nőtt legszámottevőbb mestereink közé, előre kiszámított munkaterv alapján, majdnem hogy matematikailag felállított képlet szerint.”
Gadányi a XX. századi magyar festészet egyik meghatározó, mindvégig a maga útját járó, elveiből soha nem engedő egyénisége volt.

## Művészete
A természettel állandó, közvetlen kapcsolatban élő művész gazdag életműve jelképrendbe foglalta a valóság élményeit. Konstruktív szerkesztési módja mellett nagy szerepet juttatott a színeknek és a fantáziát megmozgató asszociációs motívumoknak. Halála után tiszteletére számos emlékkiállítást rendeztek.

### Egyéni kiállítások
- 1927 – Galerie Goldschmidt, Frankfurt am Main (Németország)
- 1930 – Tamás Galéria (Ráfael Győző Viktor festőművésszel), Budapest (gyűjteményes)
- 1931 – Kovács Ákos Szalon (G. Lázár Ilona szobrászművésszel), Budapest
- 1931 – Tamás Galéria, Budapest (gyűjteményes)
- 1935 – Tamás Galéria, Budapest (gyűjteményes)
- 1936 – Párizs (Franciaország) (Hincz Gyula, Kelemen Emil festőművészekkel)
- 1947 – Gadányi legújabb grafikái, Pán Imre Művészboltja, Budapest
- 1948 – Ernst Múzeum (Vedres Márk szobrászművésszel), Budapest (gyűjteményes)
- 1950 k. – Tamás Galéria, Budapest (gyűjteményes)
- 1954 – Magyar-Szovjet Társaság, Esztergom (gyűjteményes)
- 1955 – Keresztény Múzeum, restaurátorműhely, Esztergom
- 1957 – Ernst Múzeum, Budapest (gyűjteményes)
- 1957 – István Király Múzeum, Székesfehérvár (gyűjteményes)
- 1957 – Kaposvár (gyűjteményes)
- 1958 – Janus Pannonius Múzeum, Pécs (gyűjteményes)
- 1959 – Keresztény Múzeum, Esztergom (gyűjteményes)

### Emlékkiállítások
- 1961 – Galerie Groupe Saint-Luc, Párizs (Franciaország)
- 1963 – Grafikák – nyitókiállítás, Dürer Terem, Budapest
- 1964 – Keresztény Múzeum, Esztergom
- 1967 – Magyar Nemzeti Galéria, Budapest
- 1967 – Déri Múzeum, Debrecen
- 1967 – József Attila Művelődési Ház, Nyíregyháza
- 1973 – Miskolci Galéria, Miskolc
- 1975 – István Király Múzeum, Székesfehérvár
- 1978 – Balassa Bálint Múzeum, Esztergom
- 1979 – Művelődési Központ, Esztergom
- 1980 – 7. Országos Akvarell Biennále, Eger
- 1981 – Balassa Bálint Múzeum, Esztergom
- 1981 – Esztergomi Vármúzeum, Esztergom
- 1981 – Nehézipari Minisztérium Továbbképző Központ, Esztergom-Kertváros
- 1981 – Déri Múzeum, Debrecen
- 1981 – Móricz Zsigmond Művelődési Központ, Szentes
- 1982 – Jókai Mór Művelődési Központ, Pápa
- 1983 – Xántus János Múzeum, Győr
- 1983 – Kernstok Terem, Tatabánya
- 1983 – Nagy László Művelődési Központ, Ajka
- 1984 – Dömösi Galéria, Dömös
- 1985 – Balassa Bálint Múzeum, Esztergom
- 1985 – Hevesi Sándor Művelődési Központ, Nagykanizsa
- 1986 – Szentendrei Képtár, Szentendre
- 1986 – Budapest Galéria, Budapest
- 1986 – Fészek Galéria, Budapest
- 1986 – Tihanyi Múzeum, Tihany
- 1988 – Börzsöny Múzeum, Szob
- 1990 – Vigadó Galéria, Budapest
- 1990 – Városi Galéria, Várkastély, Pápa
- 1992 – Alkotmánybíróság, Budapest
- 1992 – Kiállítóház, Drégelypalánk
- 1993 – Móricz Zsigmond Művelődési Központ, Szentes
- 1996 – Duna Múzeum, Esztergom
- 1998 – Symposion Társaság Klubja, Budapest
- 1998 – Dürer Terem, Gyula
- 1998 – Vay Ádám Kastélymúzeum, Vaja
- 2000 – Haas Galéria, Budapest
- 2001 – Haas Galéria, Budapest
- 2001 – Művészetek Háza, Veszprém
- 2001 – Helikon Könyvesház, Pinceklub, Budapest
- 2001 – Helikon Könyvesház, Budapest
- 2002 – Hegyvidék Kortárs Galéria, Budapest
- 2003 – Keresztény Múzeum, Esztergom
- 2004 – Kassák Múzeum és Archívum, Budapest
- 2007 – Szentendrei Képtár, Szentendre
- 2008 – El Greco Galéria, Esztergom
- 2008 – Ökollégium-Artgaléria, Budapest
- 2009 – XII. kerületi Művelődési Központ, Budapest
- 2010 – Credo-ház, Vác
- 2010 – Magyar Írószövetség, Budapest
- 2010 – Kulturális Örökségvédelmi Hivatal, Pince Galéria, Budapest
- 2011 – Artotéka, Budapest-Kőbánya
- 2015 – FilmesHáz, Budapest
- 2016 – Hereditas Galéria, Budapest
- 2016 – Galéria 12, Budapest
- 2016 – A hónap műtárgya, Pesti Vigadó
- 2017 – Műcsarnok, Budapest

### Kollektív kiállítások
- 1920 – Őszi tárlat, Nemzeti Szalon, Budapest
- 1921 – Őszi tárlat, Nemzeti Szalon, Budapest
- 1923 – Országos Magyar Királyi Képzőművészeti Főiskola növendékeinek munkái, Ernst Múzeum, Budapest
- 1923 – Magyar Egyetemi és Főiskolai Hallgatók Országos Szövetsége, Nemzeti Szalon, Budapest
- 1925 – UME és KUT I. közös kiállítása, Budapest
- 1925 – KUT II., Nemzeti Szalon, Budapest
- 1925 – Díjazott művészek kiállítása, Nemzeti Szalon, Budapest
- 1926 – KUT III., Ernst Múzeum, Budapest
- 1926 – Egyházművészeti Kiállítás, Nemzeti Szalon, Budapest
- 1926 – Őszi Kiállítás (KUT), Műcsarnok, Budapest
- 1927 – Tavaszi Szalon, Nemzeti Szalon, Budapest
- 1927 – Magyar Képzőművészek Kiállítása, Krakkó, Varsó, Poznan (Lengyelország)
- 1928 – UME I., Künstlerbund Hagen, Bécs (Ausztria)
- 1928 – UME II., Nemzeti Szalon, Budapest
- 1928 – XVI. Nemzetközi Velencei Képzőművészeti Kiállítás, Velence (Olaszország)
- 1928 – UME III., Stockholm, Oslo, Malmö, Göteborg (Svédország)
- 1929 – Modern Magyar Festők, Tamás Galéria, Budapest
- 1929 – Nemzetközi Képzőművészeti Kiállítás, Művészotthon, Budapest
- 1929 – A Modern Magyar Grafika, Tamás Galéria, Budapest
- 1930 – Tavaszi kiállítás, Műcsarnok, Budapest
- 1930 – UME IV., Nemzeti Szalon, Budapest
- 1930 – Önarckép kiállítás, Tamás Galéria, Budapest
- 1931 – Tavaszi Tárlat, Műcsarnok, Budapest
- 1931 – UME V., Nemzeti Szalon, Budapest
- 1931 – Magyar posztimpresszionisták, Könyves Kálmán, Budapest
- 1932 k. – Mai művészek önarckép kiállítása, Tamás Galéria, Budapest
- 1932 – UME, Tamás Galéria, Budapest
- 1932 – Kollektív kiállítás (8+2), Ernst Múzeum, Budapest
- 1932 – KUT és UME együttes kiállítása, Nemzeti Szalon, Budapest
- 1933 – Nemzeti Képzőművészeti Kiállítás, Műcsarnok, Budapest
- 1933 k. – Galerie Bargera, Köln (Németország)
- 1934 – KUT, Nemzeti Szalon, Budapest
- 1934 – Modern Magyar Grafika, Tamás Galéria, Budapest
- 1935 – Magyar akvarellek, Tamás Galéria, Budapest
- 1936 – KUT, Nemzeti Szalon, Budapest
- 1937 – KUT, Nemzeti Szalon, Budapest
- 1937 – Jubileumi Kiállítás (KUT), Nemzeti Szalon, Budapest
- 1938 – Párizsi magyar művészek, Tamás Galéria, Budapest
- 1938 – Mai Fiatalok (100. kiállítás), Tamás Galéria, Budapest
- 1938 – KUT, Nemzeti Szalon, Budapest
- 1941 – Csoport-kiállítás (4+1), Ernst Múzeum, Budapest
- 1941 – KUT, Nemzeti Szalon, Budapest
- 1942 – KUT, Nemzeti Szalon, Budapest
- 1943 – Csoport-kiállítás (5+1), Ernst Múzeum, Budapest
- 1943 – KUT, Nemzeti Szalon, Budapest
- 1943 – A Magyar Grafika 150 éve, Fővárosi Képtár, Budapest
- 1944 – Új romantika, Tamás Galéria, Budapest
- 1945 – Európai Iskola Állandó Kiállítása, Művészbolt, Budapest
- 1945 – Szociáldemokrata és munkás képzőművészek tavaszi kiállítása, Művészeti és Kereskedelmi Intézet, Bp.
- 1945 – Nemzeti Sportbizottság és a Magyar Képzőművészek Szakszervezete Kiállítása, Budapest
- 1945 – Szociáldemokrata Párt Képzőművész Társaság Kiállítása, Művészeti és Kereskedelmi Intézet, Budapest
- 1945 – Rózsa Miklós emlékkiállítás, Anonymus Intézet, Budapest
- 1945 – Fővárosi Képtár, Budapest
- 1945 – Első Szabad Nemzeti Kiállítás, Műcsarnok, Budapest
- 1945 – Magyar Képzőművészek Szabadszervezete I., Pécs
- 1946 – Békásmegyeri művészek, Iskola, Békásmegyer
- 1946 – Elvont művészek I. magyar csoportkiállítása, Budapest
- 1946 – Európai Iskola I. kiállítása, Művészeti és Kereskedelmi Intézet, Budapest
- 1946 k. – Európai Iskola kiállítása, Esztergom
- 1946 – Makarius Gyűjtemény, Zürich (Svájc)
- 1946 – Csoport-kiállítás (4+3), Ernst Múzeum, Budapest
- 1946 – Képzőművészek a hadifoglyokért I., Ernst Múzeum, Budapest
- 1947 – Európai Iskola I. klinikai kiállítása, Rusznyák-klinika, Budapest
- 1947 – Európai Iskola II. klinikai kiállítása, Horányi-klinika, Budapest
- 1947 – Európai Iskola III. klinikai kiállítása, Germán-klinika, Budapest
- 1947 – A Magyar Művészhetek Reprezentatív Kiállítása, Ernst Múzeum, Budapest
- 1947 – Képzőművészetünk a felszabadulás óta, Fővárosi Képtár, Budapest
- 1947 – Magyar Művészhetek Képzőművészeti Kiállítása, Művészeti és Kereskedelmi Intézet, Budapest
- 1947 – Akvarell kiállítás, Művészbolt, Budapest
- 1947 – A művész két arca, Alkotás Művészház, Budapest
- 1947 – A Kortárs I. Képzőművészeti Kiállítása, Kortárs Galéria, Budapest
- 1948 – A magyar képzőművészet újabb irányai, Nemzeti Szalon, Budapest
- 1948 – Reprezentatív magyar képzőművészeti kiállítás, London (Nagy-Britannia)
- 1948 – Kollektív Kiállítás, Művészeti és Kereskedelmi Intézet, Budapest
- 1948 – Száz magyar művész, Fővárosi Képtár, Budapest
- 1948 – A Fővárosi Képtár XXXV. Kiállítása, Budapest
- 1948 – Mi magunk – Európai Iskola kiállítása, Budapest
- 1948 – A Fővárosi Képtár XL. Kiállítása, Budapest
- 1954 – Makarius Gyűjtemény, Krayd Galéria, Buenos Aires (Argentína)
- 1956 – Kertészet a magyar képzőművészetben, Műcsarnok, Budapest
- 1956 – 7 művész kiállítása, Keresztény Múzeum, Esztergom
- 1957 – Makarius Gyűjtemény, Buenos Aires (Argentína)
- 1957 – Tavaszi Tárlat, Műcsarnok, Budapest
- 1957 – Magyar Képzőművészek, Janus Pannonius Múzeum, Pécs
- 1957 – Képzőművészeti kiállítás, Miskolc
- 1958 – Magyar Képzőművészek, Antwerpen (Belgium)
- 1958 – Balaton a képzőművészetben, Csók István Galéria, Budapest
- 1959 – Tavaszi Tárlat, Pécs
- 1959 – Grafikai kiállítás (Kína)
- 1959 – Képzőművészeti kiállítás, Varsó (Lengyelország)

### Kollektív kiállítások – halála után
- 1960 – Nemzetközi grafikai kiállítások, Lugano, Genf (Svájc)
- 1961 – Esztergomi Magángyűjtők Kiállítása, Balassa Bálint Múzeum, Esztergom
- 1961 – Magyar képzőművészeti kiállítások, Prága (Csehszlovákia), Genf (Svájc)
- 1962 – Modern építészet – modern képzőművészet, Építők (Műszaki) Klubja, Budapest
- 1963 – XX. századi művek budapesti műgyűjteményekből, Magyar Nemzeti Galéria, Budapest
- 1966 – Dr. Tompa Kálmán gyűjteménye, Rippl-Rónai Múzeum, Kaposvár
- 1967 – XX. századi Magyar Művészet, London (Nagy-Britannia)
- 1967 – Nemzeti Szalon, Budapest
- 1968 – Kunvári Bella gyűjteménye, Modern Művészeti Galéria, Pécs
- 1969 – Magyar Művészet 1945–1969, Műcsarnok, Budapest
- 1970 – Új szerzemények kiállítás, Magyar Nemzeti Galéria, Budapest
- 1971 – Mezőgazdaság a művészetben, Magyar Nemzeti Galéria, Budapest
- 1972 – Magyar Avantgarde Művészet, Indiana Egyetem, Bloomington (Amerikai Egyesült Államok)
- 1972 – Lodz (Lengyelország)
- 1972 – Állandó kiállítás, Miskolci Képtár, Miskolc
- 1973 – Berlin (Német Demokratikus Köztársaság)
- 1973 – Európai Iskola, Csók István Képtár, Székesfehérvár
- 1974 – Dr. Forgács Péter és dr. Görgényi Frigyes magángyűjteményének kiállítása, Hazafias Népfront, Budapest
- 1979 – I. Országos Rajzkiállítás, Magyar Nemzeti Galéria, Budapest
- 1979 – Az esztergomi Balassa Bálint Múzeum modern gyűjteményéből, Jókai Klub, Budapest
- 1979 – Szegedi Műgyűjtők Klubja 5. kiállítása, Juhász Gyula Művelődési Központ, Szeged
- 1980 – A magyar rajzművészet 35 éve, Magyar Nemzeti Galéria, Budapest
- 1980 – Szántódpuszta
- 1980 – Magyar Rajzművészet II., Békéscsaba
- 1980 – Békásmegyer művészei, Kelta utcai Általános Iskola aulája, Budapest
- 1981 – XX. századi művészet Pogány Zsolt gyűjteményében, István Király Múzeum, Székesfehérvár
- 1982 – Kállai Ernő emlékezete, Óbuda Galéria, Budapest
- 1983 – Az esztergomi Dévényi Gyűjtemény, Balassa Bálint Múzeum, Esztergom
- 1983 – Kiskunhalas
- 1984 – Új Magyar Rajzművészet, Magyar Nemzeti Galéria, Budapest
- 1984 – Az Európai Iskola, Budapest Kiállítóterem, Budapest
- 1986 – Kortárs Magyar Rajzművészet, Dijon (Franciaország)
- 1987 – Makarius Gyűjtemény, Janus Pannonius Múzeum, Pécs
- 1987 – Makarius Gyűjtemény, Óbudai Pincegaléria, Óbudai Társaskör, Budapest
- 1998 – Országos Akvarell Biennále, Vármúzeum, Eger
- 1998 – XX. századi magyar művészet Haas János gyűjteményéből, Csikász Galéria, Veszprém
- 2001 – Szentendrei képzőművészet évszázada II. Kis és nagy remekművek, MűvészetMalom, Szentendre
- 2002 – Makarius Gyűjtemény, 2B Galéria kiállítása, Óbuda, Budapest
- 2003 – Kassák Békásmegyeren, Kassák Múzeum és Archívum, Budapest
- 2004 – Új természet, 1930–40-es évek tájábrázolása, Szentendrei Képtár, Szentendre
- 2004 – Szentendrei képzőművészet évszázada V. Rajzok, MűvészetMalom, Szentendre
- 2004 – Magyar rajzművészet 1890–1945, Magyar Nemzeti Galéria, Budapest
- 2005 – Szemtől szemben, Szentendrei Képtár, Szentendre
- 2005 – Kedvenc képem, Kassák Múzeum és Archívum, Budapest
- 2006 – Új szerzemények, Kassák Múzeum és Archívum, Budapest
- 2006 – Szentendrei képzőművészet évszázada VI. A festő műhelyében, MűvészetMalom, Szentendre
- 2007 – Rejtőzködő rajzok. Pán-Mezei gyűjtemény grafikái, 2B Galéria, Budapest
- 2007 – Makarius Gyűjtemény, Kiscelli Múzeum kamaraterme, Budapest
- 2009 – 80 év művészei a Kiss János altábornagy utca 55-ben, kiállítás a ház mosókonyhájában, Budapest
- 2009 – 10 éves a Hegyvidék Galéria, jubileumi kiállítás, Hegyvidék Galéria, Budapest
- 2009 – 100 év/100 név, Galéria Lénia, Budapest
- 2009 – Az Európai Iskola 1945–1948, Magyar Zsidó Múzeum, Budapest
- 2011 – Festmények, papírok, akvarellek, Magyar Nemzeti Galéria, Budapest
- 2011 – Rippl-Rónai kiállítás, Magyar Nemzeti Galéria, Budapest
- 2011 – Zsolnay negyed, Pécs
- 2011 – Elvont táj, Városi Képtár – Deák Gyűjtemény, Székesfehérvár
- 2014 – Új Budapest Galéria – Bálna, Budapest
- 2014 – Supka Magdolna emlékkiállítás, Józsefvárosi Galéria, Budapest
- 2014 – A fenséges geometriája, MODEM, Debrecen
- 2016 – Haas Galéria, Budapest
- 2016 – '56-os kiállítás, Galéria 12, Budapest

### Művek közgyűjteményekben
- Budapesti Történeti Múzeum + Kiscelli Múzeum Makarius Gyűjtemény, Budapest (BTM+KM)
- Déri Múzeum, Debrecen (DM)
- Janus Pannonius Múzeum, Pécs (JPM)
- Keresztény Múzeum, Esztergom (KM)
- Magyar Nemzeti Galéria, Budapest (MNG)
- Magyar Nemzeti Múzeum – Balassa Bálint Múzeum, Esztergom (MNM/BBM)
- Petőfi Irodalmi Múzeum – Kassák Múzeum, Bp. (PIM/KM)
- Xántus János Múzeum, Győr (XJM)
- Városi Képtár + Deák Gyűjtemény, Székesfehérvár (VK+DGY)

## Társasági tagság
- Képzőművészek Új Társasága
- Új Művészek Egyesülete
- Európai Iskola
- Szentendrei Festők Társasága
- Festőművészek Szinyei-Merse Pál Alkotóközössége
- Magyar Képzőművészek és Iparművészek Szövetsége

## Díjak
- Szinyei Merse Pál Társaság díja (1925)
- Esztergom díszpolgára (posztumusz, 2016)

### Filmhíradók
- Kassák hatvanadik születésnapi ünnepsége. Zeneakadémia. Bp. 1947. március 21. – Gadányi Jenő az első sorban ült.
- Képzőművészek költöztek a kitelepített svábok házaiba (Békásmegyer). Mafirt Krónika 90/6. bejátszás, 1947. 10.

### Rádióműsorok
- Rádióinterjú 1948. május
- Rácz György Géza: Gadányi Jenő kiállításának ismertetése. Esti Krónika 1967. június 10.
- Kerékgyártó István: Gadányi Jenő emlékkiállítása. Láttuk-hallottuk 1967. június 16.
- Gadányi Jenő festőművészről beszélget Ambrus Tibor. Mesterek-mesterművek 1968. július 28.
- Gadányi Jenőről Rainer Péter. Délutáni találkozás – közéleti beszélgetések – szerk.: Pécsi Krisztina 2016. 03. 11. 17:04

### Tévéműsorok
- A magyar kaland – volt egyszer egy európai iskola. Dokumentumfilm 2007. Adás: MTV2 2009. szeptember 8.
- Antalffy Yvette: Gadányi Jenő cikk. Talita 2016. március
- Beszélgetés Gadányi Jenőről. Duna Televízió 2004. november
- Dömsödi Gábor: Beszélgetés Gadányi Jenőről – Fett Jolán, Lukácsy Sándor, Mucsi András. MTV2 1990. december
- Gadányi Jenő emlékkiállítás-megnyitó. TV-híradó 1967. június 10.
- Gadányi Jenő kiállítás a G12-ben. Hegyvidéki TV riport. Adás: 2016. május 3., és 2016. május 4.
- Kecskeméti Kálmán: Gadányi Jenő emlékkiállítás a Haas Galériában. TV2 Színkép Magazin 67. adás 2. szám. 2000. május 15.
- Szakrális kiállítás – Gadányi Jenő HTV Hegyvidéki Hírek 2009. szeptember
- Szemadám György: (H)arcképek sorozat: Gadányi Jenő 1991.
- Szőnyi Franciska: Gadányi Jenő emlékkiállítás-megnyitó, Artotéka, Budapest-Kőbánya. ATV 2011. szeptember 1.